# Resolutie 894 Veiligheidsraad Verenigde Naties
Resolutie 894 van de Veiligheidsraad van de Verenigde Naties werd op 14 januari 1994 unaniem aangenomen. De resolutie stemde in met de door secretaris-generaal Boutros Boutros-Ghali voorgestelde wijzigingen aan het mandaat en de omvang van de UNOMSA-waarnemingsmissie in Zuid-Afrika.

## Achtergrond
Na de Tweede Wereldoorlog werd in Zuid-Afrika het apartheidssysteem ingevoerd, waarbij blank en zwart volledig van elkaar gescheiden moesten leven maar die eersten wel bevoordeeld werden. Het ANC, waarvan ook Nelson Mandela lid was, was fel tegen dit systeem gekant. Ook in de rest van de wereld werd het afgekeurd, wat onder meer tot sancties tegen Zuid-Afrika leidde. 
In 1994 werd de apartheid afgeschaft en werden verkiezingen gehouden, waarop Mandela president werd.

## Inhoud
De Veiligheidsraad verwelkomde de vooruitgang naar een democratisch, niet-raciaal en verenigd Zuid-Afrika en dan vooral de oprichting van de Executieve Overgangsraad, de Onafhankelijke Verkiezingscommissie en het akkoord over een tijdelijke grondwet. Op 27 april 1994 zouden verkiezingen plaatsvinden. Intussen had de VN-waarnemingsmissie UNOMSA al veel bijgedragen aan het overgangsproces en aan het indammen van geweld. Ook de Organisatie van Afrikaanse Eenheid (OAE), het Gemenebest van Naties en de Europese Unie werden om hun bijdrage geprezen. Aan secretaris-generaal Boutros Boutros-Ghali werd gevraagd een mogelijke rol van de VN in het verkiezingsproces voor te bereiden. De Executieve Overgangsraad had gevraagd voldoende waarnemers te sturen en samen te werken met die van de andere organisaties en landen.
De Veiligheidsraad stemde in met de door de secretaris-generaals geformuleerde voorstellen om UNOMSA's mandaat uit te breiden. Op verzoek van de Zuid-Afrikaanse regering zouden de waarnemers toezien op alle stadia van de verkiezingen die in april 1994 zouden doorgaan: de verkiezingscommissie, campagne, veiligheidsdiensten, informatiecampagne naar de kiezers en de verkiezingen zelf. UNOMSA moest de activiteiten van de waarnemers, die door de OAE, het Gemenebest, de EU en verschillende landen waren gestuurd, ook coördineren.
UNOMSA telde op dat moment honderd waarnemers. Er zouden echter bijna 8000 stembureaus zijn. Op de plaatsen waar geweld was uitgebroken, moest er bovendien in elk bureau een waarnemer geplaatst worden. Dat was vooral in de regio's KwaZoeloe-Natal en Wits-Vaal het geval. Daarom stelde de secretaris-generaal voor het aantal VN-waarnemers te verhogen tot 500. Die zouden samen met die van onder meer de OAE, het Gemenebest en de EU de kerngroep van 2840 waarnemers vormen.
Men verwelkomde ook de secretaris-generaals initiatief om een fonds op te zetten om ook ontwikkelingslanden toe te laten waarnemers te sturen. Dat moest oververtegenwoordiging door westerse landen tegengaan.
Alle partijen in Zuid-Afrika, inclusief degene die niet deelnamen aan de gesprekken, werden opgeroepen om de akkoorden die tijdens de onderhandelingen werden bereikt na te leven, zich aan de democratische principes te houden en deel te nemen aan de verkiezingen, alsook het geweld te stoppen en de veiligheid van de internationale waarnemers te respecteren.

## Verwante resoluties
- Resolutie 765 Veiligheidsraad Verenigde Naties (1992)
- Resolutie 772 Veiligheidsraad Verenigde Naties (1992)
- Resolutie 919 Veiligheidsraad Verenigde Naties
- Resolutie 930 Veiligheidsraad Verenigde Naties

Lijst ·  893 ·  894 ·  895 ·  896 ·  897 ·  898 ·  899 ·  900 ·  901 ·  902 ·  903 ·  904 ·  905 ·  906 ·  907 ·  908 ·  909 ·  910 ·  911 ·  912 ·  913 ·  914 ·  915 ·  916 ·  917 ·  918 ·  919 ·  920 ·  921 ·  922 ·  923 ·  924 ·  925 ·  926 ·  927 ·  928 ·  929 ·  930 ·  931 ·  932 ·  933 ·  934 ·  935 ·  936 ·  937 ·  938 ·  939 ·  940 ·  941 ·  942 ·  943 ·  944 ·  945 ·  946 ·  947 ·  948 ·  949 ·  950 ·  951 ·  952 ·  953 ·  954 ·  955 ·  956 ·  957 ·  958 ·  959 ·  960 ·  961 ·  962 ·  963 ·  964 ·  965 ·  966 ·  967 ·  968 ·  969